# Hemelsmoor
Das Hemelsmoor ist ein ehemaliges Naturschutzgebiet in der niedersächsischen Kleinstadt Zeven in der Samtgemeinde Zeven und der Gemeinde Bülstedt in der Samtgemeinde Tarmstedt im Landkreis Rotenburg (Wümme).

## Allgemeines
Das ehemalige Naturschutzgebiet mit dem Kennzeichen NSG LÜ 108 ist circa 270 Hektar groß. Es ist zum größten Teil Bestandteil des FFH-Gebietes „Bullensee, Hemelsmoor“. Im Westen grenzt es an das Landschaftsschutzgebiet „Obere Wörpe“ und im Osten an das Landschaftsschutzgebiet „Stellingmoor mit Hemelsmoorwiesen und Steinfelder Holz“. Das Gebiet stand ab dem 2. April 1985 unter Naturschutz. Zum 1. Oktober 2018 wurde es mit dem etwas westlich liegenden, ehemaligen Naturschutzgebiet „Bullensee“ zum Naturschutzgebiet „Bullensee und Hemelsmoor“ zusammengelegt. Zuständige untere Naturschutzbehörde war der Landkreis Rotenburg (Wümme).

## Beschreibung
Das ehemalige Naturschutzgebiet liegt südwestlich von Zeven. Es wird im Norden und Westen durch die Landesstraße 132 begrenzt. Das ehemalige Naturschutzgebiet stellt einen zwar entwässerten, aber weitestgehend nicht abgetorften Hochmoorkomplex unter Schutz, der durch Wasserrückhaltung und Wiedervernässung renaturiert werden soll. In den Randbereichen finden sich Handtorfstiche. In einem großen Teil des Schutzgebietes werden Flächen als Grünland genutzt. 
Das Gebiet wird in erster Linie zur Bade, einem Nebenfluss der Oste, aber auch zur Wörpe, einem Nebenfluss der Wümme, entwässert.